# Hugo Standertskjöld
Hugo Robert Standertskjöld, född 24 september 1844 i Janakkala, död 9 maj 1931 i Helsingfors, var en finländsk överste, vapenfabrikör och donator.
Standertskjöld ledde fram till 1884 sin gevärsfabrik i Tula i Ryssland. Så småningom överflyttade han sin verksamhet till Finland. Han planerade och grundade Karlbergs stora naturpark, som inköptes av Tavastehus stad 1926.
I Helsingfors lät han bygga ett stort hus invid Presidentpalatset. 